# العلاقات الهندية الكوستاريكية
العلاقات الهندية الكوستاريكية هي العلاقات الثنائية التي تجمع بين الهند وكوستاريكا.

## مقارنة بين البلدين
هذه مقارنة عامة ومرجعية للدولتين:
| وجه المقارنة                                              | الهند                       | كوستاريكا                                 |
| --------------------------------------------------------- | --------------------------- | ----------------------------------------- |
| المساحة (كم2)                                             | 3.29 مليون                  | 51.10 ألف                                 |
| عدد السكان (نسمة)                                         | 1.35 مليار                  | 4.91 مليون                                |
| الكثافة السكانية (ن./كم²)                                 | 410.33                      | 96.09                                     |
| العاصمة                                                   | نيودلهي                     | سان خوسيه                                 |
| اللغة الرسمية                                             | اللغة الهندية، لغة إنجليزية | اللغة الإسبانية                           |
| العملة                                                    | روبية هندية                 | كولون كوستاريكي                           |
| الناتج المحلي الإجمالي (بليون دولار)                      | 2.60 تريليون                | 57.06 مليار                               |
| الناتج المحلي الإجمالي (تعادل القوة الشرائية) بليون دولار | 8.00 تريليون                | 74.98 مليار                               |
| الناتج المحلي الإجمالي الاسمي للفرد دولار أمريكي          | 1.60 ألف                    | 11.26 ألف                                 |
| الناتج المحلي الإجمالي للفرد دولار أمريكي                 | 5.70 ألف                    | 14.92 ألف                                 |
| مؤشر التنمية البشرية                                      | 0.609                       | 0.766                                     |
| رمز المكالمات الدولي                                      | +91                         | +506                                      |
| رمز الإنترنت                                              | .in، .भारत ‏، .بھارت ‏،        | .cr، قائمة نطاقات المستوى الأعلى للإنترنت |
| المنطقة الزمنية                                           | ت ع م+05:30، توقيت الهند    | 00                                        |

## منظمات دولية مشتركة
يشترك البلدان في عضوية مجموعة من المنظمات الدولية، منها:
| علم المنظمة | اسم المنظمة                        | تاريخ انضمام الهند | تاريخ انضمام كوستاريكا |
| ----------- | ---------------------------------- | ------------------ | ---------------------- |
|             | الاتحاد البريدي العالمي            | ?                  | ?                      |
|             | يونسكو                             | 4 نوفمبر 1946      | 19 مايو 1950           |
|             | البنك الدولي للإنشاء والتعمير      | 27 ديسمبر 1945     | 8 يناير 1946           |
|             | منظمة التجارة العالمية             | 1995               | ?                      |
|             | وكالة ضمان الاستثمار متعدد الأطراف | 6 يناير 1994       | 8 فبراير 1994          |
|             | الاتحاد الدولي للاتصالات           | 1869               | 13 سبتمبر 1932         |
|             | منظمة الشرطة الجنائية الدولية      | ?                  | ?                      |
|             | مؤسسة التمويل الدولية              | 20 يوليو 1956      | 20 يوليو 1956          |
|             | الأمم المتحدة                      | 30 أكتوبر 1945     | 2 نوفمبر 1945          |
|             | مؤسسة التنمية الدولية              | 24 سبتمبر 1960     | 30 يونيو 1961          |
|             | الفريق المعني برصد الأرض           | ?                  | ?                      |
|             | منظمة حظر الأسلحة الكيميائية       | ?                  | ?                      |

## وصلات خارجية
- موقع وزارة الخارجية الهندية
- موقع وزارة الخارجية الكوستاريكية